# Gene Wilder
Gene Wilder (született Jerome Silberman) (Milwaukee, Wisconsin, 1933. június 11. – Stamford, Connecticut, 2016. augusztus 29.) Primetime Emmy-díjas amerikai színházi és filmszínész, rendező, forgatókönyvíró és író.
Színpadon kezdte pályafutását, 1967-ben debütált a Bonnie és Clyde című filmben. Első nagyobb szerepe Leopold Bloom volt 1967-ben a Producerek című filmben.
Ez a film a kezdete volt annak a termékeny együttműködésnek, ami közte és Mel Brooks író-rendező között kialakult. Ezek között volt az 1974-es Ifjú Frankenstein, aminek a forgatókönyvére mindketten Oscar-díj jelölést kaptak a legjobb adaptált forgatókönyv kategóriában.
Gene Wilder ismertté vált Willy Wonka megformálásával a Willy Wonka és a csokigyár (1971) című filmben, és a Richard Pryorral együtt játszott filmekben, ezek: a Száguldás gyilkosságokkal (1976), Dutyi dili (1980), Vaklárma (1989) és a Folt a zsákját (1991) voltak. Wilder a filmjei közül többet maga írt és rendezett, ezek között volt például A piros ruhás nő (1984).
Feleségül vette Gilda Radner színésznőt, majd annak halála után (amit petefészek-rák okozott) aktív szerepet vállalt a rákmegelőzés propagálásában, és létrehozta a Gilda Radner petefészek-rák vizsgálati központot Los Angelesben, és egyik alapítója volt a Gilda's Club-nak.
Későbbi évei során figyelme az írás felé fordult, megírta visszaemlékezéseit, ami 2005-ben jelent meg Kiss Me Like A Stranger: My Search for Love and Art címmel. 
Unokaöccse szerint a halálát Alzheimer-kór okozta.

## Fiatalkora és tanulmányai
Jerome Silberman néven született Milwaukeeban (Wisconsin állam, USA) 1933. június 11-én, William J. és Jeanne (Baer) Silberman fiaként. Apja orosz zsidó bevándorló volt, ahogy anyai nagyszülei is.
A „Gene Wilder” művésznevet 26 éves korában vette fel. Erről később ezt mondta: „Mindig is szerettem a »Gene« nevet, a Thomas Wolfe által teremtett figura, Eugene Gant miatt, aki a Look Homeward, Angel-ben (»Nézz vissza, angyal«) és az Of Time and the River (»Az időről és a folyóról«) című könyvekben szerepelt. Ezen felül nagy csodálója voltam Thornton Wildernek” Wilder már nyolcéves korában érdeklődni kezdett a színészkedés után, amikor anyja megbetegedett reumás lázzal, és az orvos azt mondta Gene-nek, hogy „próbálja megnevettetni”. Anyja, Jeanne Silberman úgy érezte, hogy fia nem tud eléggé kibontakozni Wisconsinban, ezért egy hollywoodi katonai magániskolába küldte, a Black-Foxe Military Institute-ba. Erről Gene azt írta, hogy terrorizálták és szexuálisan bántalmazták, elsősorban azért, mert ő volt az egyetlen zsidó. Rövid idő után abbahagyta az iskolát és visszament szülővárosába, ahol egyre jobban bekapcsolódott a helyi színházi életbe. Tizenöt éves korában lépett fel először fizető közönség előtt, mint Balthasar, Rómeó inasa Shakespeare „Rómeó és Júlia” című színdarabjában.
Gene Wilder a Washington High School-ban végzett 1951-ben, Milwaukeeban.

## Színpadi munkák és a hadsereg
Wilder az Iowa-i egyetemen kommunikációt és színművészetet tanult, tagja volt az Alpha Epsilon Pi testvériségnek. Miután 1955-ben végzett, Nagy-Britanniába ment, ahol Bristolban felvették a Bristol Old Vic Theatre School-ba. Hat hónap múlva (mivel vívással is foglalkozott) Wilder lett az első újonc, aki megnyerte a főiskolák közötti vívóversenyt. Mivel szerette volna elsajátítani a Stanislavski-módszert is, ezért visszatért az Egyesült Államokba, ahol a nővérével és annak családjával élt Queens-ben. Wilder ekkor beiratkozott a HB Studio-ba.
Wildert 1956. szeptember 10-én sorozták be a hadseregbe. Az újonckiképzés végével az egészségügyi alakulathoz került, és Fort Sam Houston-ba küldték kiképzésre. Itt lehetősége volt rá, hogy különböző pozíciók között válasszon. Az ő szempontja az volt, hogy a lehető legközelebb legyen New Yorkhoz, mert szeretett volna részt venni a HB Studio munkájában, ezért szakápoló lett a Valley Forge honvédségi kórház pszichiátriai és neurológiai osztályán, ami Phoenixville-ben volt (Pennsylvania). 1957 novemberében édesanyja meghalt petefészek-rákban. Egy évvel később leszerelt a hadseregtől és visszatért New Yorkba. A HB Studio ösztöndíja lehetővé tette számára, hogy teljes idejében hallgató legyen. Eleinte még munkanélküli biztosítást is kapott, majd olyan munkákat vállalt, mint limuzin-sofőr és vívó-oktató. Wilder első profi színpadi szerepe Cambridge-ben volt (Nagy-Britannia), ahol a másodtisztet játszotta Herbert Berghof rendezésében, a Twelfth Night-ban. Ugyanakkor vívás-koreográfiával is foglalkozott.
Három évnyi tanulmány után, amit Berghofnál és Uta Hagennál végzett a HB Studio-ban, Charles Grodin beszélt Wildernek Lee Strasberg színjátszási módszeréről. Grodin meggyőzte Wildert, hogy hagyja ott a HB Studiót, és tanuljon Strasberg magánosztályában. Néhány hónappal később Wildert elfogadta az Actors Studio. Mivel úgy érezte, hogy a „Jerry Silberman” név nem lesz megfelelő számára a művészvilágban, a „Gene Wilder” művésznevet választotta. A „Wilder” nevet Thornton Wilder író iránti tiszteletből választotta, a „Gene” pedig Thomas Wolfe első regényéből, a Look Homeward, Angel („Nézz vissza, angyal”) főszereplőjétől származik. Kisfiúként is tetszett neki a Gene név, mivel egyik távoli rokona a második világháborúban egy bombázógépen navigátor volt. „Jóképű volt és jól nézett ki a repülős bőrdzsekijében.” Az Actors Studio-hoz való csatlakozás után lassanként kezdték észrevenni az Off Broadway színpadain az olyan előadásoknak köszönhetően, mint Sir Arnold Wesker Roots című darabja, vagy Graham Greene The Complaisant Lover-je, amiért Wilder Clarence Derwent-díjat kapott „Legjobb színészi alakítás nem főszereplőnek” címen.

### Mel Brooks filmek
1963-ban Wilder lett a főszereplője a Kurázsi mama és gyermekei című filmnek, amiben a másik főszereplő Anne Bancroft volt, aki Wildert bemutatta akkori barátjának, Mel Brooksnak. Néhány hónappal később Brooks megemlítette, hogy egy forgatókönyvön dolgozik, aminek a címe Springtime for Hitler, és ebben Leo Bloom szerepére Wilder volna a legalkalmasabb. Brooks kicsikart Wildertől egy ígéretet, hogy beszélni fog vele, mielőtt bármely Broadway vagy Off Broadway produkcióban hosszú távra elkötelezné magát. Az elkövetkezendő hónapokban Wilder az országot járta különféle színházi előadásokkal, részt vett a CBS által készített Az ügynök halála című produkcióban, és ekkor kapta meg első, kisebb filmszerepét Arthur Penn 1967-es Bonnie és Clyde című filmjében. Wilder három évig nem is hallott Brooksról, amikor egyszer felhívták azzal, hogy menjen olvasópróbára Zero Mostellel, aki a Springtime for Hitler főszereplője lesz. Mostel mellett Wilder lett a másik főszereplő az 1967-es Producerek című filmben (az eredeti címet erre változtatták).
A Producerek kultfilmmé vált a vígjátékok között, Mel Brooks Oscar-díjat kapott „a legjobb eredeti forgatókönyv” kategóriában, Wildert pedig jelölték a „legjobb mellékszereplő” kategóriában. Ennek ellenére Mel Brooks első rendezése nem teljesített jól a kasszáknál, és nem minden kritikus fogadta jól: a New York Times kritikusa, Renata Adler a filmet így jellemezte: „főiskolás fekete humor”.
1969-ben Wilder egy időre Párizsba költözött, miután elfogadta a Bud Yorkin által rendezett Csináljátok, de nélkülem! főszerepét (a vígjáték az 1789-es francia forradalom idején játszódik). Amikor a forgatás befejeződött, Wilder visszatért New Yorkba. Miután elolvasta a Quackser Fortune Has a Cousin in the Bronx forgatókönyvét, felhívta Sidney Glaziert, aki a Producerek producere volt. Mindketten keresni kezdték a legmegfelelőbb rendezőt a filmhez. Jean Renoir volt az első jelölt, de ő nem tudta volna elkészíteni a filmet egy éven belül, így a brit indiai rendezőt, Waris Husseint kérték fel.

### Willy Wonka, azIfjú Frankensteinés Richard Pryor
1971-ben Mel Stuart felajánlotta Wilder számára a Willy Wonka és a csokigyár címszerepét, ami Roald Dahl Charlie és a csokoládégyár regénye alapján készült. Wilder eleinte bizonytalan volt, majd elfogadta a főszerepet és rögtön egy ötlettel állt elő: 
Amikor először színre lépek, egy sétabot lesz nálam, és ennek használatával bicegve közeledek a tömeg felé. Amikor a közönség látja, hogy Willy Wonka egy nyomorék, suttogni kezdenek, majd elcsendesednek. Ahogy sétálok feléjük, a sétapálca beakad a macskakőbe, és úgy marad... de én sétálok tovább, míg egyszer csak észreveszem, hogy mi történt. Elkezdek előre esni, de mielőtt érinteném a talajt, egy gyönyörű előre bukfencet csinálok és talpra állok a nézők nagy örömére.
Amikor Stuart megkérdezte, hogy ez miért lenne jó, Wilder így válaszolt: „Mert innentől kezdve senki nem tudná, hogy hazudok vagy az igazat mondom.”
Mindhárom film, amit Wilder a Producerek után csinált, anyagi kudarc volt. A Csináljátok, de nélkülem! és az Akinek van egy unokatestvére Bronxban a nézők számára a Mel Brooks filmek silány másolatainak tűntek, a Willy Wonka és a csokigyár pedig sok szülő szerint túl durva volt ahhoz, hogy a gyerekek megértsék; a családos nézők elmaradtak. Amikor Woody Allen meghallotta, hogy a Willy Wonka anyagi csőd volt, felajánlott Wildernek egy szerepet az Amit tudni akarsz a szexről… című filmjében. Wilder elfogadta a szerepet. A film anyagilag sikeresnek bizonyult, egyedül az Egyesült Államokban 18 millió dollár bevételt ért el, mindössze 2 milliós költségvetéssel.

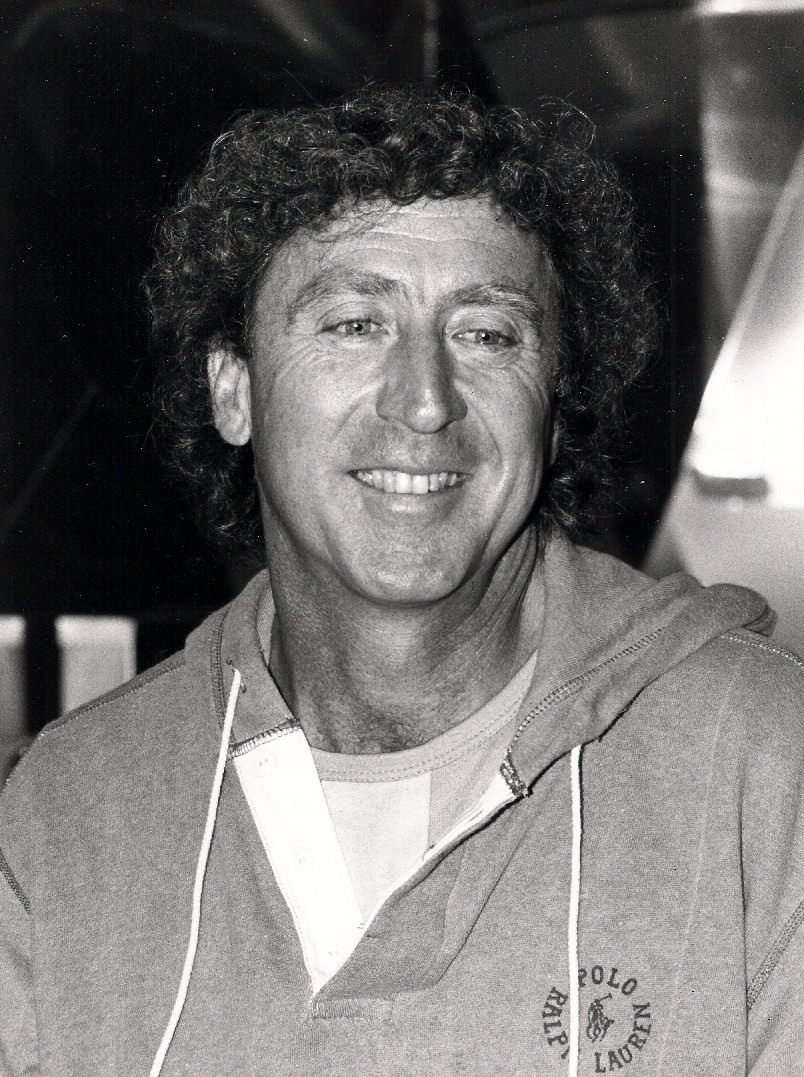
Gene Wilder 1984-ben

Az Amit tudni akarsz a szexről... után Wilder egy forgatókönyvön kezdett dolgozni, aminek Az ifjú Frankenstein címet adta. Amikor megírt egy kétoldalas összefoglalót, felhívta Mel Brookst, aki azt mondta neki, hogy az ötlet jó, de egyébként kevés érdeklődést mutatott. Néhány hónappal később Wildert felhívta akkori ügynöke, Mike Medavoy, és megkérdezte, volna-e valami munka két új ügyfele, Peter Boyle és Marty Feldman számára. Wilder Feldmant akkoriban látta a tévében, és ez arra ösztönözte, hogy egy jelenetet írjon a számára, amiben a Transylvania állomáson Igor és Frederick első alkalommal találkoznak. A jelenet szinte változtatás nélkül belekerült a filmbe. Medavoynak tetszett az ötlet, és felhívta Brookst, hogy rendezze ő a filmet. Brooksot nem sikerült meggyőzni, de mivel az előző négy évben a korábbi két filmje bukás volt, ezért elfogadta az ajánlatot. Wildernek, mialatt Az ifjú Frankenstein forgatókönyvén dolgozott, a Fox filmstúdió felajánlotta, hogy Saint-Exupéry klasszikus könyvéből, A kis hercegből készülő zenés filmben vegyen részt. Mielőtt a forgatás megkezdődött volna Londonban, Wilder sürgős hívást kapott Brookstól (aki akkor a Fényes nyergeket forgatta), aki felajánlotta neki Waco Kid szerepét, miután Dan Dailey kilépett az utolsó pillanatban, és Gig Young túlságosan beteg volt a folytatáshoz. Wilder leforgatta a jeleneteit a Fényes nyergek számára, majd azonnal elutazott A kis herceg forgatására.
Az ifjú Frankenstein megírása után a filmezési jogokat a Columbia Picturesnek akarták eladni, de mivel nem tudtak megegyezni a költségvetésen, Wilder, Brooks és Michael Gruskoff producer a 20th Century Foxhoz ment, akikkel Brooks és Wilder ötéves szerződést írt alá. Az ifjú Frankenstein anyagi sikernek bizonyult, Wilder és Brooks Oscar-díj jelölést kapott „a legjobb adaptált forgatókönyv” kategóriában az 1975-ös Oscar-díjátadón, de nem kapták meg Francis Ford Coppola és Mario Puzo művével, A Keresztapa II-vel szemben. Az ifjú Frankenstein forgatása közben Wilder már egy következő film, egy romantikus, zenés komédia tervével foglalkozott, aminek a témája „Sherlock Holmes testvére” volt. Marty Feldman és Madeline Kahn elfogadták a projektben való részvételt, és Wilder elkezdte írni rendezői bemutatkozását, az 1975-ben bemutatott Sherlock Holmes okosabb bátyjának kalandjait.
1975-ben ügynöke küldött Wildernek egy forgatókönyvet, aminek a címe Super Chief volt. Wilder elfogadta a szerepet, és a film producereinek azt mondta, hogy a másik szerepre Richard Pryor volna a legalkalmasabb. Pryor elfogadta a szerepet a filmben, amit átneveztek, új címe Száguldás gyilkosságokkal („Silver Streak”) lett. Ez volt az első olyan film, amiben Wilder és Pryor együtt játszott. A filmezés alatt Wilder egy forgatókönyvön dolgozott, aminek A világ legnagyobb hősszerelmese címet adta, ennek inspirációja Federico Fellini filmje, A fehér sejk volt. Wilder írta, rendezte a filmet és a producere is ő volt. A filmet 1977-ben mutatták be, de anyagi és kritikai bukásnak bizonyult. A Rabbi a vadnyugaton („The Frisco Kid”) (1979) volt Wilder következő terve. Ebben John Wayne lett volna a főszereplő, de ő végül nem vállalta a szerepet, mert a Warner Brothers igazgatói nem tudták meggyőzni, hogy a szokásos 1 millió dolláros gázsija helyett kevesebbet kérjen. A szerepet egy kezdő színész, Harrison Ford kapta meg.

### Sidney Poitier és Gilda Radner
1980-ban Sidney Poitier és Hannah Weinstein producer meggyőzték Wildert és Richard Pryort, hogy csináljanak még egy filmet közösen. Bruce Jay Friedman írta a Dutyi dili forgatókönyvét, és Poitier rendezte a Columbia Pictures számára. Pryor ekkor kokainfüggőségével küzdött, a filmezést ez nagyban nehezítette; de amint a film megjelent, azonnal nemzetközi siker lett. A New York magazin „Skip Donahue” (Wilder) és „Harry Monroe” (Pryor) párosát a 9. helyre sorolta be „A tizenöt legdinamikusabb páros a popkultúra történetében” nevű 2007-ben összeállított listáján. A film gyakran megjelenik mások által összeállított „legjobb vígjáték” típusú listákon.
Poitier és Wilder barátok lettek, közösen dolgoztak a Traces forgatókönyvén, ez 1982-ben jelent meg Ki kém, ki nem kém címmel. Wilder ebben a filmben találkozott Gilda Radner vígjátéki színésznővel. Még abban az évtizedben Wilder és Radner több filmben játszott együtt. A Ki kém, ki nem kém után Wilder megrendezte harmadik filmjét, az 1984-es A piros ruhás nőt, amiben Wilder, Radner és Kelly LeBrock játszották a főszerepet. A filmet rosszul fogadták a kritikusok, csakúgy, mint következő, Nászéjszaka kísértetekkel (1986) című művét, amire nagyon kevés néző váltott jegyet.
TriStar Pictures szeretett volna egy újabb közös filmet Wilder és Pryor főszereplésével. Wilder egyetértett a Vaklárma (See No Evil, Hear No Evil) tervével, de csak akkor, ha teljesen átírhatja a forgatókönyvet. A stúdió ezt elfogadta. Az 1989 májusában bemutatott Vaklárma többnyire negatív kritikákat kapott. Sok kritikus dicsérte Wilder és Pryor játékát, még Kevin Spacey alakítását is kiemelték, de a legtöbben egyetértettek abban, hogy a forgatókönyv borzasztó volt. Roger Ebert filmkritikus „befulladt robbanóanyag”-nak nevezte; a Deseret Morning News a filmet a „buta” jelzővel illette, „hülye forgatókönyvvel”, amiben „túl sok az éretlen vicc”; ugyanakkor Vincent Canby kritikus szerint „Wilder és Pryor együttműködésének messze a legsikeresebb darabja”, de elismerte, hogy „nem egy elegáns film, és nem minden vicc egyformán szellemes”.

### Az 1990-es és 2000-es évek
1990-ben Wilder egy politikai képregényrajzolót játszott, aki szerelmes lesz, a Bolondosan a szerelemről („Funny About Love”) című filmben.
Wilder még egy filmben játszott közösen Richard Pryorral, az 1991-es Folt a zsákját-ban („Another You”), amiben már erősen látszott Pryor fizikai leépülése a sclerosis multiplex miatt. Ez a film volt Pryor utolsó főszerepe (még néhány cameo szerepben megjelent 2005-ös halála előtt), és Wilder utolsó filmszerepe is egyben. Későbbi szereplései tévéfilmekben vagy show-műsorokban voltak.
1994-ben Wilder volt a főszereplője az NBC szituációs komédiájának, a Something Wildernek (a cím szójáték Wilder nevével; két jelentése van: 1. „valami vadabb”, 2. „egy kicsi Wilderből”). A műsor gyenge kritikákat kapott, egy évad után megszüntették. 1999-ben újból megjelent a tévében, három tévéfilmben szerepelt: az egyik az NBC adaptációja volt, az Alice in Wonderland (1999), a másik kettő rejtélyekkel foglalkozott (ezeket az A&E Network készítette). A két utóbbi filmben Wilder szerepe Larry "Cash" Carter, egy színházigazgató, akinek magánnyomozóvá kell válnia. Ezt a két filmet Wilder másokkal közösen írta. Három évvel később Wilder vendégszerepelt az NBC Will és Grace sorozatában, ezzel elnyerte a legjobb vendégszínész nevű Emmy-díjat Mr. Stein szerepének eljátszásáért, aki Will Truman főnöke volt.

## Magánélete

### Kapcsolatok
Wilder első feleségével, Mary Mercierrel még a HB Studio-beli tanulmányai során találkozott New Yorkban. Bár nem régóta ismerték egymást, 1960. július 22-én összeházasodtak. Sokat éltek egymástól távol, majd 1965-ben elváltak. Néhány hónappal később Wilder randevúzni kezdett Mary Joan Schutz-cal, nővére barátnőjével. Schutznak már volt egy lánya, Katharine, előző házasságából. Amikor Katharine elkezdte „papá”-nak hívogatni, 1967. október 27-én összeházasodtak, és még abban az évben adoptálta a gyereket. Schutz és Wilder hétévnyi házasság után váltak el, mert Schutz azt gondolta, hogy Wildernek viszonya van az Ifjú Frankenstein főszereplőjével, Madeline Kahnnal. Miután elváltak, Wilder rövid ideig járt egy másik Frankenstein szereplővel, Teri Garr-ral. Wilder eközben elidegenedett Katharine-tól.
Wilder a Saturday Night Live színésznőjével, Gilda Radnerrel 1981. augusztus 13-án találkozott először, miközben Sidney Poitiervel a Hanky Panky-t forgatták. Radner akkoriban G.E. Smith felesége volt, de ő és Wilder elválaszthatatlan barátok lettek. Amikor a Hanky Panky forgatás véget ért, Wildernek hiányozni kezdett Radner, és hívogatni kezdte. A kapcsolat egyre mélyült, míg végül Radner elvált Smith-től 1982-ben. A pár Franciaországban esküdött meg, 1984. szeptember 14-én. A pár szeretett volna gyermekeket, de Radner többször elvetélt, az orvosok pedig nem tudták megállapítani ennek okát. Radner állandó kimerülés és fáradtságérzés tünetével a Haunted Honeymoon forgatása alatt orvosi kezelést kapott. Néhány félrekezelés után 1986 októberében megállapították, hogy petefészek-rákja van. A következő másfél évben Radner küzdött a betegséggel, kemoterápiát és radioaktív besugárzást kapott. A betegség lassan gyógyulóban volt, ekkor forgatta Wilder a Vaklárma c. filmet. 1989 májusában azonban a betegség áttétessé vált, Radner 1989. május 20-án meghalt. Wilder később azt mondta: „Mindig azt gondoltam, hogy meg fog gyógyulni belőle”.
Radner halálát követően Wilder aktív szerepet vállalt a rákbetegség felismerésének propagálásában, megalapította a „Gilda Radner petefészek-rák felismerő központ”-ot Los Angelesben és a Gilda's Club társalapítója volt (ez egy támogató csoport a rákbetegség felismerésére, ami először csak New Yorkban működött, később az USA más területein is).

### Visszavonulás az irodalomba

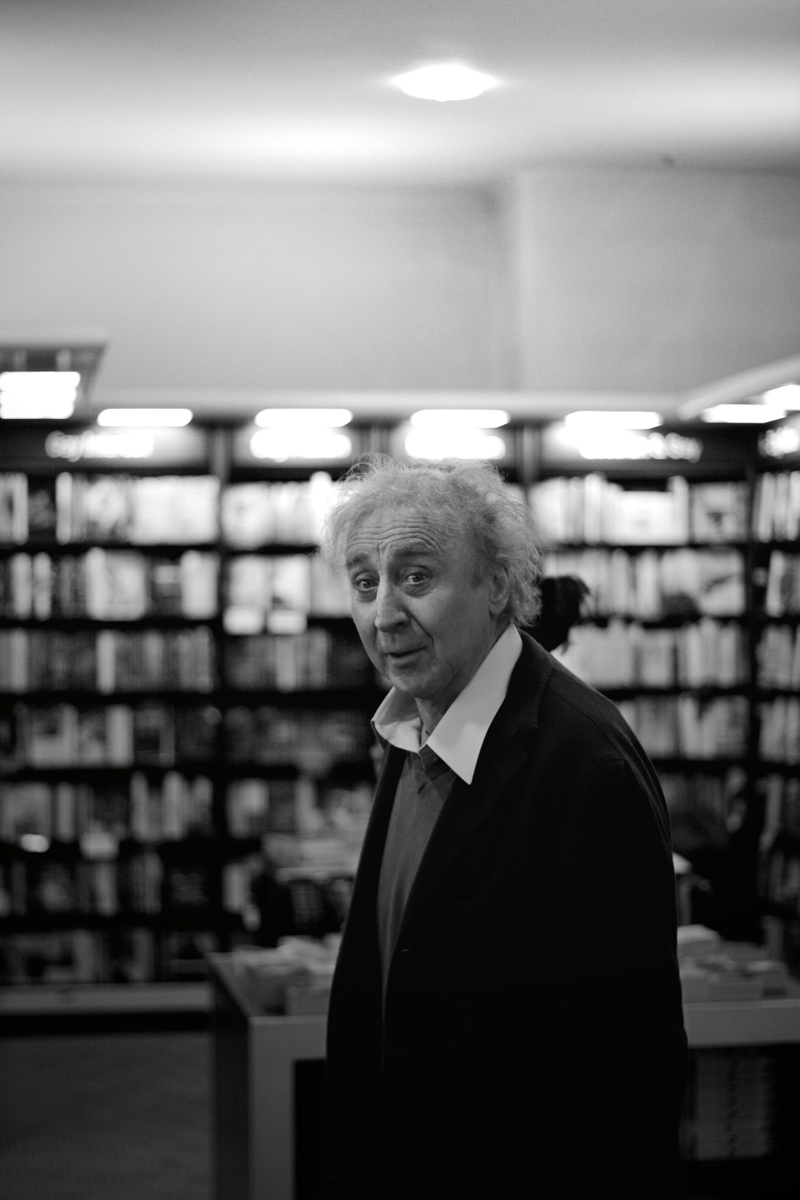
Gene Wilder egyik könyve dedikálásának helyszínén
(2007 májusa)

Mialatt a Vaklárma süket szerepére készült, Wilder találkozott Karen Webb-bel (asszonyneve Boyer), aki a New York-i halláskárosultak szövetségének klinikai felügyelője, és Wildert a szájról olvasás technikájára tanította. Gilda Radner halálát követően randevúzni kezdtek, és 1991. szeptember 8-án összeházasodtak. A pár Stamfordban élt (Connecticut állam), ugyanabban az 1734-es, gyarmati időkből származó házban, ahol korábban Wilder Radnerrel élt. A házaspár vízfestékkel való festészettel, írással és jótékonysági tevékenységgel foglalkozott.
1998-ban Wilder Gilda's Disease címmel könyvet írt Steven Piver rákkutatóval, megosztva vele a tapasztalatait, amit Radner rákbetegséggel való küzdelme alatt tapasztalt. Wilder 1999-ben non-Hodgkin limfómával kórházba került, de 2005-ben megerősítették, hogy a daganat felszívódott a kemoterápiát és az őssejt-beültetést követően.
2001 októberében Wilder felolvasott Roald Dahl Karcsi és a csokoládégyár című regényéből egy jótékonysági előadáson, amit a 2001. szeptember 11-i áldozatok családjainak megsegítésére rendeztek a Westport Country Playhouse-ban.. Ugyancsak 2001-ben Wilder kéziratokat, levelezést, egyéb dokumentumokat, fényképeket és újságkivágásokat adományozott az Iowa-i egyetem könyvtárának.
2005. március 1-jén Wilder megjelentette személyes visszaemlékezéseit Kiss Me Like a Stranger: My Search for Love and Art címmel, amiben a gyerekkorától kezdve Radner haláláig mindent leírt. Két évvel később, 2007 márciusában Wilder kiadta első regényét, My French Whore címmel, ami az első világháború idején játszódik. Második regénye, a The Woman Who Wouldn't 2008 márciusában jelent meg. 2010-ben összegyűjtött rövid történeteket adott ki What is This Thing Called Love? címmel.
2008-ban a Turner Classic Movies filmet készített "Role Model: Gene Wilder" címmel, amiben Alec Baldwin kérdezte Wildert a karrierjéről. Wilder azt mondta, hogy visszavonult a szerepléstől. „Nem szeretem a show-business-t; a show-t igen, de a businesst [az üzleti részét] nem.”
2010 decemberében egy jogosítatlan („unauthorized”) életrajz jelent meg róla a BearManor Media kiadásában Gene Wilder: Funny and Sad címmel, ennek szerzője Brian Scott Mednick.

## Munkái

### Film
| év   | magyar cím                                                         | eredeti cím                                                               | szerep                                 | megjegyzés                                                                          |
| ---- | ------------------------------------------------------------------ | ------------------------------------------------------------------------- | -------------------------------------- | ----------------------------------------------------------------------------------- |
| 1967 | Bonnie és Clyde                                                    | Bonnie and Clyde                                                          | Eugene Grizzard                        |                                                                                     |
| 1967 | Producerek                                                         | The Producers                                                             | Leo Bloom                              | jelölés – Oscar-díj a legjobb férfi mellékszereplőnek                               |
| 1970 | Kezdjétek a forradalmat, de nélkülem!                              | Start the Revolution Without Me                                           | Claude és Philippe ikerpár             |                                                                                     |
| 1970 | Akinek van egy unokatestvére Bronxban                              | Quackser Fortune Has a Cousin in the Bronx                                | Quackser Fortune                       |                                                                                     |
| 1971 | Willy Wonka és a csokigyár                                         | Willy Wonka & the Chocolate Factory                                       | Willy Wonka                            | jelölés – Golden Globe-díj a legjobb férfi főszereplőnek – zenés film vagy vígjáték |
| 1972 | Minden, amit tudni akartál a szexről (de sosem merted megkérdezni) | Everything You Always Wanted to Know About Sex* (*But Were Afraid to Ask) | Dr. Doug Ross                          |                                                                                     |
| 1972 |                                                                    | The Scarecrow                                                             | Lord Ravensbane / a madárijesztő       | TV                                                                                  |
| 1974 | Az orrszarvú / Rinocérosz                                          | Rhinoceros                                                                | Stanley                                | Eugène Ionesco Rhinoceros c. darabja alapján                                        |
| 1974 | Fényes nyergek                                                     | Blazing Saddles                                                           | Jim, "The Waco Kid"                    |                                                                                     |
| 1974 | A kis herceg                                                       | The Little Prince                                                         | A róka                                 |                                                                                     |
| 1974 |                                                                    | Thursday's Game                                                           | Harry Evers                            | TV                                                                                  |
| 1974 | Ifjú Frankenstein                                                  | Young Frankenstein                                                        | Dr. Frankenstein                       | közösen írta Mel Brooksszal jelölés – Oscar-díj a legjobb adaptált forgatókönyvnek  |
| 1975 | Sherlock Holmes okosabb testvérének kalandjai                      | The Adventure of Sherlock Holmes' Smarter Brother                         | Sigerson Holmes                        | rendező és író is                                                                   |
| 1976 | Száguldás gyilkosságokkal (1978)                                   | Silver Streak                                                             | George Caldwell                        | jelölés – Golden Globe-díj a legjobb férfi főszereplőnek – zenés film vagy vígjáték |
| 1977 |                                                                    | The World's Greatest Lover                                                | Rudy Valentine, más néven Rudy Hickman | producer, rendező és író is                                                         |
| 1979 | Rabbi a vadnyugaton                                                | The Frisco Kid                                                            | Avram Belinski                         |                                                                                     |
| 1980 | (1982)                                                             | Sunday Lovers                                                             | Skippy                                 | a "Skippy" részt rendezte                                                           |
| 1980 | Dutyi dili                                                         | Stir Crazy                                                                | Skip Donahue                           |                                                                                     |
| 1982 | Ki kém, ki nem kém                                                 | Hanky Panky                                                               | Michael Jordon                         |                                                                                     |
| 1984 | A piros ruhás nő                                                   | The Woman in Red                                                          | Teddy Pierce                           | rendező és író is                                                                   |
| 1986 | Nászéjszaka kísértetekkel                                          | Haunted Honeymoon                                                         | Larry Abbot                            | rendező és író is                                                                   |
| 1989 | Vaklárma (1990)                                                    | See No Evil, Hear No Evil                                                 | Dave Lyons                             | író is                                                                              |
| 1990 | Bolondosan a szerelemről                                           | Funny About Love                                                          | Duffy Bergman                          |                                                                                     |
| 1991 | Folt a zsákját                                                     | Another You                                                               | George/Abe Fielding                    |                                                                                     |
| 1999 | Gyilkosság a kisvárosban                                           | Murder in a Small Town                                                    | Larry "Cash" Carter                    | TV                                                                                  |
| 1999 | Alice csodaországban                                               | Alice in Wonderland                                                       | The Mock Turtle                        |                                                                                     |
| 1999 | A rejtélyes hölgy                                                  | The Lady in Question                                                      | Larry "Cash" Carter                    | TV                                                                                  |

### Televízió
- A The Electric Company' rész hangja a The Adventures of Letterman sorozatban (60 epizód, 1972–1977)
- Something Wilder (1994–1995)
- Will & Grace (2002) "Boardroom and a Parked Place" epizód (vendégművész – Mr. Stein)
- Will & Grace (2003) "Sex, Losers & Videotape" epizód (vendégművész – Mr. Stein)

### Színház
- The Complaisant Lover (Broadway theatre, 1962)
- Mother Courage and Her Children („Kurázsi mama és gyermekei”, Broadway, 1963)
- Death Of A Salesman („Az ügynök halála”)
- One Flew Over the Cuckoo's Nest („Száll a kakukk fészkére”, Broadway, 1963)
- The White House (Broadway, 1964)
- Luv (Broadway, 1966)
- The Scarecrow (Broadway, 1972)
- Rhinoceros (1974)
- Laughter on the 23rd Floor (London, 1996)

### Írásai
- Piver, M. Steven és Gene Wilder: Gilda's Disease: Sharing Personal Experiences and a Medical Perspective on Ovarian Cancer, Broadway Books, 1998, ISBN 0-7679-0138-X
- Wilder, Gene: Kiss Me Like a Stranger: My Search for Love and Art, St. Martin's Press, 2005, ISBN 0-312-33706-X
- Wilder, Gene: My French Whore, St. Martin's Press, 2007 ISBN 0-312-36057-6
- Wilder, Gene: The Woman Who Wouldn't, St. Martin's Press, 2008, ISBN 0-312-37578-6
- Wilder, Gene: What is this Thing Called Love?, St. Martin's Press, 2010, ISBN 978-0-312-59890-7ká

## Magyarul megjelent művei
- Kis francia szajhám. Napló; ford. Bíró László; Athenaeum, Budapest, 2008
- A nő, aki nem; ford. Bíró László; Athenaeum, Budapest, 2009

## Fordítás
- Ez a szócikk részben vagy egészben  a   Gene Wilder című angol Wikipédia-szócikk ezen változatának fordításán alapul.  Az eredeti cikk szerkesztőit annak laptörténete sorolja fel. Ez a jelzés csupán a megfogalmazás eredetét és a szerzői jogokat jelzi, nem szolgál a cikkben szereplő információk forrásmegjelöléseként.